# Adonisea biundulata
Adonisea biundulata är en fjärilsart som beskrevs av Smith 1891. Adonisea biundulata ingår i släktet Adonisea och familjen nattflyn. Inga underarter finns listade i Catalogue of Life.